# Prosper Dezitter
Pour les articles homonymes, voir Dezitter.
 (décembre 2023).
La mise en forme du texte ne suit pas les recommandations de Wikipédia : il faut le « wikifier ».
Les points d'amélioration suivants sont les cas les plus fréquents. Le détail des points à revoir est peut-être précisé sur la page de discussion.
- Les titres sont pré-formatés par le logiciel. Ils ne sont ni en capitales, ni en gras.
- Le texte ne doit pas être écrit en capitales (les noms de famille non plus), ni en gras, ni en italique, ni en « petit »…
- Le gras n'est utilisé que pour surligner le titre de l'article dans l'introduction, une seule fois.
- L'italique est rarement utilisé : mots en langue étrangère, titres d'œuvres, noms de bateaux, etc.
- Les citations ne sont pas en italique mais en corps de texte normal. Elles sont entourées par des guillemets français : « et ».
- Les listes à puces sont à éviter, des paragraphes rédigés étant largement préférés. Les tableaux sont à réserver à la présentation de données structurées (résultats, etc.).
- Les appels de note de bas de page (petits chiffres en exposant, introduits par l'outil «  Source ») sont à placer entre la fin de phrase et le point final[comme ça].
- Les liens internes (vers d'autres articles de Wikipédia) sont à choisir avec parcimonie. Créez des liens vers des articles approfondissant le sujet. Les termes génériques sans rapport avec le sujet sont à éviter, ainsi que les répétitions de liens vers un même terme.
- Les liens externes sont à placer uniquement dans une section « Liens externes », à la fin de l'article. Ces liens sont à choisir avec parcimonie suivant les règles définies. Si un lien sert de source à l'article, son insertion dans le texte est à faire par les notes de bas de page.
- La présentation des références doit suivre les conventions bibliographiques. Il est recommandé d'utiliser les modèles {{Ouvrage}}, {{Chapitre}}, {{Article}}, {{Lien web}} et/ou {{Bibliographie}}. Le mode d'édition visuel peut mettre en forme automatiquement les références.
- Insérer une infobox (cadre d'informations à droite) n'est pas obligatoire pour parachever la mise en page.

Pour une aide détaillée, merci de consulter Aide:Wikification.
Si vous pensez que ces points ont été résolus, vous pouvez retirer ce bandeau et améliorer la mise en forme d'un autre article.
 (décembre 2023).
Prosper Dezitter, né le 19 septembre 1893 à Passendale (Belgique), exécuté le 17 septembre 1948 à Ixelles (Bruxelles), est un collaborateur belge durant l'occupation allemande de la Belgique lors de la Seconde Guerre mondiale. Ayant infiltré des réseaux de résistance et d'évasion, il fut à l'origine de l'arrestation de plus de 1500 résistants ou aviateurs alliés tentant de regagner l'Angleterre. Arrêté en 1946 en Allemagne et extradé en Belgique, il fut jugé, condamné à mort puis fusillé deux ans plus tard,.

## Biographie
Prosper Dezitter a été déclaré à l'état civil sous les nom et prénoms de Prosper Valeer Dezitter, né le 19 septembre 1893 à Passendale, une petite commune près d'Ypres en Flandre-Occidentale. Il est né dans une famille qui comptera dix enfants, nés à Passendale entre 1884 et 1897, comme fils de Pieter Jan Dezitter (Passendale 30 octobre 1842 - Passendale 23 décembre 1931), qui était alors âgé de 51 ans, et de son épouse Matilda Delbeke (Langemark 21 mai 1855 - Passendale 6 avril 1931) alors âgée de 38 ans, tous deux ouvriers agricoles après avoir exercé des métiers divers de même qualification (ouvrier, domestique, entre autres).
En 1913, à vingt ans, il est inculpé pour le viol, perpétré à Ypres, d'une jeune fille de 13 ans, et condamné à trois ans de prison, plus un an pour vol. Il fuit vers le Canada à bord du SS Megantic qui appareille le 13 mai 1913 et arrive à Québec le 21 mai 1913. En 1918, il vit à Winnipeg (Manitoba). Il s’enrôle dans la RAF jusqu'au 21 décembre 1918. Le 14 août 1919, il épouse Lillian Stanbury. Sur son livret de mariage, il se fait appeler Jack Prosper et dit être né à Boulogne (Nord de la France). Il délaisse son épouse en décembre 1926 pour regagner la Belgique. Il travaille comme vendeur chez un concessionnaire automobile et ouvre sa propre affaire : Dezitter & Co. Il va faire six ans de prison à Bruges pour "escroquerie au mariage" car il n'avait pas divorcé de son épouse canadienne. Il divorce alors de son épouse du moment, Germaine Princen, en 1939. Peut-être était-il en prison pour fraude lors de l'invasion allemande. En 1938, il avait rencontré Flore Dings, nom de femme mariée de Flore Giralt . Flore était née le 20 juin 1904 à Barcelone et avait eu un fils, né en 1930, de Paul Dings.

### La Seconde Guerre mondiale
Dès le début de la guerre, Prosper Dezitter et sa compagne Flore collaborent avec l'occupant en tentant de s'infiltrer dans les réseaux résistants clandestins. En 1940, il tente d'intégrer ainsi un groupe d'aviateurs britanniques désirant rallier la Grande-Bretagne depuis la région de Flobecq. Il se fait passer pour un aviateur anglais ou canadien et utilise différentes fausses identités pour duper son entourage. Plus tard à Bruxelles, il se fait passer pour un officier britannique, le captain Jackson. Ses fausses filières d'évasion conduisent immanquablement dans les filets de la Gestapo. Dans le milieu de la Résistance et des réseaux d'évasion, on l'appelle "l'homme au doigt coupé" et son rôle délétère fut établi dès juin 1941sans que l'on put toutefois appréhender le traître en raison de ses multiples identités. Il disposait d'un sauf-conduit de la Gestapo le rattachant au "Groupe 16" et stipulant: « Ordre à toutes les polices allemandes ou belges de laisser le titulaire en liberté dans toutes les circonstances" ». En 1943, Dezitter et Flore allèrent même jusqu'à tenir une "safe house" laissant augurer une évacuation sans encombre pour ses "pensionnaires". Ils tissèrent un réseau de gens honnêtes — dont des religieux — qui ne servaient, malgré eux, qu'à cautionner cette organisation criminelle à la solde des nazis.
Prosper Dezitter monnayait chacune de ses actions au prix fort. Il ne tarda pas à faire partie du réseau III C-2 de l'Abwehr, le service de renseignement de l'armée allemande. Son supérieur, Rudolf Kohl, emprisonné à Saint-Gilles à l'issue de la guerre, le décrira en ces mots : « son but était le lucre ».
À l'été 1943, la section belge du SOE britannique décida de lancer une campagne d'élimination des traîtres : "the rat week". Dezitter figurait en bonne position sur cette liste. Mais le gouvernement belge en exil s'opposa à ce qu'une telle action soit menée sans jugement. Le champ était alors libre pour le couple qui rencontra à cette époque Annie Lall (ou Laal ou Lally), une Estonienne qui vivait d'expédients. Ils lui demandèrent s'ils pouvaient faire adresser du courrier chez elle, s'ils pouvaient "louer" son habitation, un modeste appartement, pour y tenir des réunions. Ils la rétribuaient pour chacune de ces actions, convaincue qu'elle était de prendre part à un réseau d'évasion d'aviateurs alliés. Annie sera abattue le 29 septembre 1943 dans des circonstances obscures, mais manifestement parce qu'elle fut identifiée comme étant le point de départ d'une "fausse" filière d'évasion et en raison du fait que Flore entretenait à dessein la confusion entre sa personne et cette Annie.

### Débâcle allemande
Le 2 septembre 1944, tandis que les Alliés sont aux portes de Bruxelles, Prosper Dezitter, Flore Dings et d'autres membres du réseau prennent place dans un convoi d'évacuation de l'Abwehr. Le convoi qui rejoint l'Allemagne via les Pays-Bas fait étape à Venlo. Pris en charge par un réseau clandestin nazi de Westphalie, ils arrivent finalement à Wurtzbourg, en Bavière. Profitant de la désorganisation complète du pays, Dezitter est vu à Cologne paradant en uniforme américain. Vania Gristchenko, un proche de Dezitter, affirme qu'il travailla ensuite dans un garage de l'armée américaine à Bamberg, le motor pool, en qualité de mécanicien. Claire Keen, qui travaillait alors pour le G2 de l'Armée de terre des États-Unis, au quartier général allié d'Eisenhower à Francfort-sur-le-Main en 1945-1946, déclare en 2013 qu'il fut même l'un des agents recrutés par les Américains pour démanteler l'Abwehr. Depuis janvier 1945, il faisait toutefois l'objet d'un avis de recherche lancé par les Alliés.

### Arrestation
Le 27 juin 1946, Prosper Dezitter et Flore Dings sont arrêtés à Francfort-sur-le-Main, alors dans la zone d'occupation américaine en Allemagne, tandis qu'ils étaient hébergés par un médecin allemand sympathisant nazi. Ils furent jugés à Bruxelles par le Conseil de guerre, le 27 mars 1947, et furent déclarés coupables. Le 17 septembre 1948, Dezitter fut réveillé à 5 h 45 du matin, défaillant, il est amené au poteau d'exécution sur un brancard. Il est exécuté à 6 h 5 par un peloton d'exécution composé de gendarmes.

## Membres du réseauDezitter
- Prosper Dezitter
- Flore Dings
- Charles Jamart
- Vania Gristchenko
- Jean Marcel Nootens

## Victimes du couple Dezitter-Dings
Plus de trois cents aviateurs et 1200 patriotes dont Charles Claser (1901-1944), militaire et résistant belge, fondateur de la légion belge.